# عبدالرحمان جامی (ختلان)
عبدالرحمان جامی (به لاتین: Abdurahmoni Jomi) یک منطقهٔ مسکونی در تاجیکستان است که در ناحیه جامی واقع شده‌است. عبدالرحمان جامی ۱۸٬۸۰۰ نفر جمعیت دارد.